# Andrea Andreen
Ellenor Andrea Andreen, née le 11 juillet 1888 à Mark (Suède) et morte le 20 avril 1972, est une médecin, féministe et pacifiste suédoise. Spécialisée dans le traitement du diabète en combinant des restrictions alimentaires avec l'insuline, elle devient une personnalité de premier plan du féminisme suédois ainsi que vice-présidente de la Fédération démocratique internationale des femmes (FDIF), une organisation internationale de femmes liée au mouvement communiste. Elle préside la Svenska Kvinnors Vänsterförbund (Association suédoise des femmes de gauche) de 1946 à 1964. Fervente défenseure du désarmement nucléaire, elle reçoit en 1953 le prix Staline pour la paix,.

## Biographie

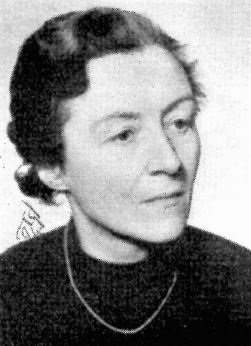

### Origines et vie familiale
Andrea Andreen est la fille d'un directeur d'usine de textile, Johan Walfrid Andreen, et d'Eleonore Andreen. En 1909, elle épouse le chimiste et lauréat du prix Nobel de chimie Theodor Svedberg, avec qui elle a deux enfants avant qu'ils ne divorcent en 1914. De 1937 à 1942, elle est remariée avec l'homme politique Nils Wohlin.

### Études et carrière de médecin
Fréquentant le gymnasium de jeunes filles de Göteborg, elle est inscrite au Hvitfeldtska gymnasiet (en) en 1905. Elle entreprend des études en médecine à l'université d'Uppsala en 1909, les interrompt jusqu'en 1917, puis obtient son diplôme à l'Institut Karolinska de Stockholm en 1919. Elle décroche un doctorat en 1933. Après avoir travaillé comme médecin hospitalière, elle créé une clinique de dépistage du diabète en 1923.
Après l'introduction de l'usage de l'insuline en 1921, elle passe six ans à la Harvard Medical School de Boston, où elle travaille avec Otto Folin dans son laboratoire. En tandem avec Elliott P. Joslin (en), elle découvre comment combiner un traitement à l'insuline avec un régime alimentaire équilibré. De retour en Suède, elle met en place cette approche avec ses patients diabétiques.

### Féminisme et pacifisme

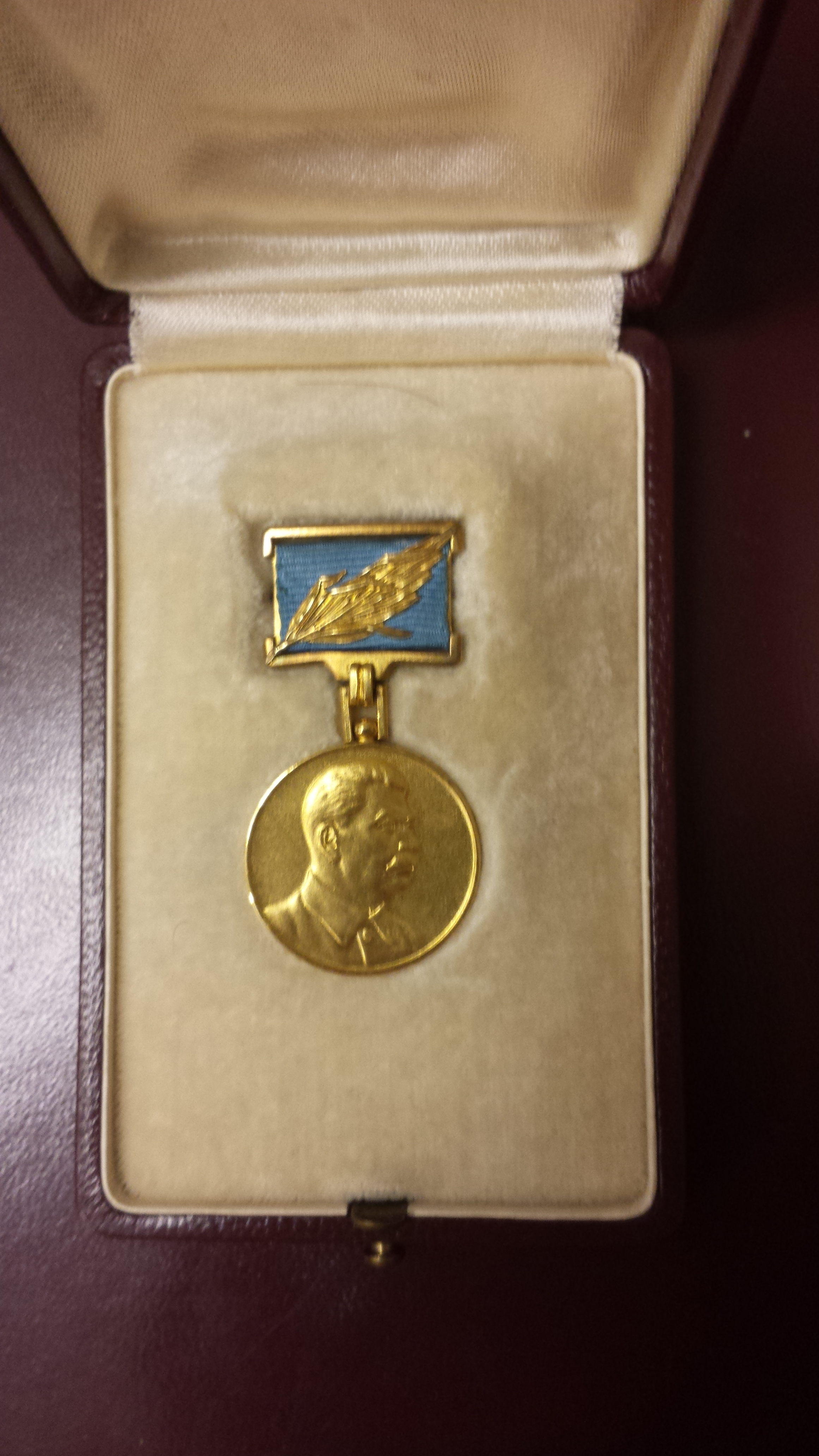
Son prix Staline pour la paix.

Dans les années 1930, elle est membre de l'association Frisinnade Kvinnor (« Femmes libérées »), contribuant à son magazine, Tidevärvet, et promouvant l'hygiène sexuelle. L'organisation change plus tard de nom pour devenir la Svenska Kvinnors Vänsterförbund (Association des femmes suédoises de gauche), qui se bat notamment pour une représentation égale des femmes et des hommes aux élections locales et nationales. Elle en est la présidente de 1946 à 1964. Comptant parmi les premières Suédoises ayant promu le sport pour les femmes, elle a démontré que l'exercice physique ne leur était pas plus nocif que pour les hommes.
En 1945, lors de sa création à Paris, elle devient membre du conseil de la Fédération démocratique internationale des femmes (FDIF), une l'organisation internationale de femmes liée au mouvement communiste. Elle en devient plus tard la vice-présidente (étant également présidente de sa branche suédoise). Pacifiste radicale, Andrea Andreen est opposée à ce que la Suède obtienne l'arme nucléaire. Dans les années 1950, elle participe à un comité international lié à la FDIF enquêtant sur des suspicions d'armes bactériologiques par les États-Unis lors de la guerre de Corée. En 1953, elle reçoit le prix Staline pour la paix.
De 1967 à 1971, elle édite le magazine Vi Kvinnor (« Nous les femmes »). Membre active de l'Association suédo-coréenne, elle en est élue présidente honoraire en 1970.
Elle meurt d'un cancer le 20 avril 1972,.